# Habrolepoidea
Habrolepoidea is een geslacht van vliesvleugeligen uit de familie Encyrtidae. De wetenschappelijke naam van dit geslacht is voor het eerst geldig gepubliceerd in 1894 door Howard.

## Soorten
Het geslacht Habrolepoidea is monotypisch en omvat slechts de volgende soort:
- Habrolepoidea glauca Howard, 1894